# Zeuxidia masoni
Zeuxidia masoni är en fjärilsart som beskrevs av Moore 1878. Zeuxidia masoni ingår i släktet Zeuxidia och familjen praktfjärilar. Inga underarter finns listade i Catalogue of Life.

## Bildgalleri

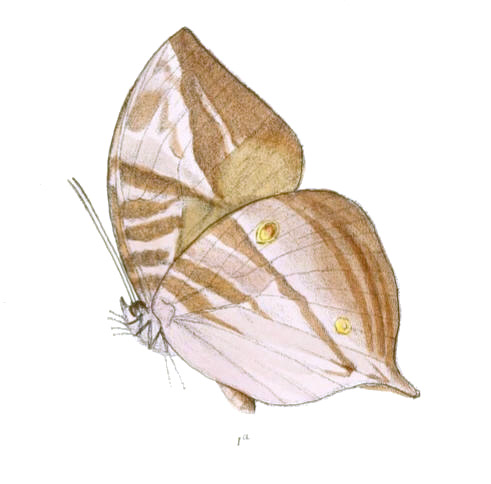